# Jaroslav Janoušek
Jaroslav Janoušek (* 1904 – ?), vystupující také pod jménem Pravoslav Janoušek, byl příslušník NKVD a StB.
Byl synem českého komunistického novináře a revolucionáře, prezidenta Slovenské republiky rad Antonína Janouška. Vyrůstal v místě otcova exilu, v republice Čuvašsko v Sovětském svazu. Během druhé světové války sloužil v Rudé armádě a utrpěl těžké zranění hlavy. Toto zranění mohlo být příčinou jeho pozdější mimořádné agresivity.
Pracoval pro NKVD a po roce 1945 (nebo 1948) se přestěhoval do Československa, kde se jako sovětský agent stal příslušníkem Státní bezpečnosti. Za brutalitu jej však v roce 1949 z StB propustili, avšak sovětští poradci prosadili v roce 1951 jeho znovupřijetí. Stojí za zmínku, že v rámci vnitřních čistek v StB pak navracení důstojníci včetně Janouška vyšetřovali své bývalé nadřízené, kteří se zasadili o jejich propuštění.
Jméno majora Jaroslava Janouška se objevuje v souvislosti s vyšetřováním několika exemplárních politických procesů v padesátých letech 20. století. Biskup Vasil Hopko ho uvádí jako nejbrutálnějšího z vyšetřovatelů, kteří ho mučili po uvěznění v roce 1951. Vyšetřoval mj. případ Miloslava Choce, odsouzeného k smrti za údajné zastřelení Augustina Schramma.